# Manduca andicola
Manduca andicola là một loài bướm đêm thuộc họ Sphingidae. Nó được tìm thấy từ Peru đến Ecuador và ở Bolivia, cũng như ở trung Mỹ và xuống đến Argentina.
Con trưởng thành 3 đợt mỗi năm ở cùng cận xích đạo vào tháng 12-tháng 1, tháng 5-6, và tháng 10. Ấu trùng ăn các thực vật họ Annonaceae.